# Lithops karasmontana
Comúnmente llamada Planta Piedra
Lithops karasmontana es una especie de planta suculenta perteneciente a la familia  Aizoaceae que es nativa de  Namibia. 

## Descripción
Forma grupos de dos hojas acopladas, divididas por una fisura por donde aparecen las flores. Cada par de hojas forman el cuerpo de la planta que tiene forma cilíndrica o cónica con una superficie plana. De la fisura entre las hojas brota, en periodo vegetativo, las nuevas hojas y en cuanto se abren, las antiguas se agostan. Las flores son de color blanco.

## Taxonomía
Lithops karasmontana fue descrita por (Dinter & Schwantes) N.E.Br., y publicado en Gard. Chron. III, 79: 102 1926.
Etimología
Lithops: nombre genérico que deriva de las palabras griegas: "lithos" (piedra) y "ops" (forma).
karasmontana: epíteto
Sinonimia
- Lithops karasmontana subsp. karasmontana
- Mesembryanthemum karasmontanum Dinter & Schwantes (1920)
- Lithops lericheana Dinter & Schwantes (1925)
- Lithops bella var. lericheana (Dinter & Schwantes) de Boer & Boom
- Lithops damarana (N.E.Br.) N.E.Br.
- Mesembryanthemum damaranum N.E.Br. (1920)
- Lithops mickbergensis Dinter (1928)
- Lithops opalina Dinter (1927)
- Lithops summitatum Dinter (1927)
- Lithops lateritia Dinter (1928)
- Mesembryanthemum lericheanum Dinter & Schwantes (1925)
- Lithops lericheana (Dinter & Schwantes) N.E.Br. (1926)
- Lithops jacobseniana Schwantes (1936)[2]